# تیمو سوویرانتا
تیمو سوویرانتا (فنلاندی: Timo Suviranta; ۹ ژوئن ۱۹۳۰ – ۲۱ ژانویهٔ ۱۹۹۴) بازیکن بسکتبال اهل فنلاند بود. وی در بازی‌های المپیک تابستانی ۱۹۵۲ حضور داشته‌است.